# Wilhelm Heinrich von Bentheim-Steinfurt
Graf Wilhelm Heinrich von Bentheim-Steinfurt (* 13. Februar 1584 in Bentheim; † 6. Oktober 1632 in Burgsteinfurt (?)) war Domherr in Straßburg.

## Leben
Graf Wilhelm Heinrich war der Sohn des Grafen Arnold II. von Bentheim, der 1566 zusätzlich Graf Arnold IV. von Steinfurt wurde, und dessen Ehefrau Magdalena von Neuenahr-Alpen. Seine Geschwister waren Moritz von Bentheim-Tecklenburg, Ernst Wilhelm von Bentheim-Steinfurt, Johann Adolf von Bentheim-Steinfurt, Friedrich Ludolf von Bentheim-Alpen, Amoena Amalia von Bentheim und Anna von Bentheim.
Graf Wilhelm Heinrich studierte an der Universität in Straßburg. Dort veröffentlichte er 1603 eine Methodico dispositio. Im darauffolgenden Jahr wurde Graf Wilhelm Heinrich mit 20 Jahren am dortigen Münster Domherr.
Durch die brüderliche Landesteilung erhielt er den Besitz Burgsteinfurt. Hier förderte er vor allem die dortige Hohe Schule, das von seinem Vater gegründete Gymnasium illustre.
Am 2. November 1617 heiratete er Anna Elisabeth von Anhalt-Dessau, eine Tochter des Fürsten Johann I. von Anhalt-Dessau. Mit ihr hatte er einen Sohn, der allerdings schon im Kindesalter starb.
Anlässlich seiner Hochzeit wurde Graf Wilhelm Heinrich durch Fürst Ludwig I. von Anhalt-Köthen in die Fruchtbringende Gesellschaft aufgenommen. Als Gesellschaftsname wurde ihm „der Kräftige“ und als Motto „im Geruch und Wesen“ zugedacht. „Eine ausgeblühete volle Nelke“ wurde ihm als Emblem verliehen.
Als Graf Wilhelm Heinrich von Bentheim-Steinfurt am 6. Oktober 1632 im Alter von 48 Jahren starb, erlosch diese Steinfurter Nebenlinie.

## Werke
- Methodico dispositio. s.n., Straßburg 1603